# Ampelisca cristianae
Ampelisca cristianae is een vlokreeftensoort uit de familie van de Ampeliscidae. De wetenschappelijke naam van de soort is voor het eerst geldig gepubliceerd in 2009 door Souza-Filho, Souza & Valério-Berardo.